# Rundblättrige Tithonie

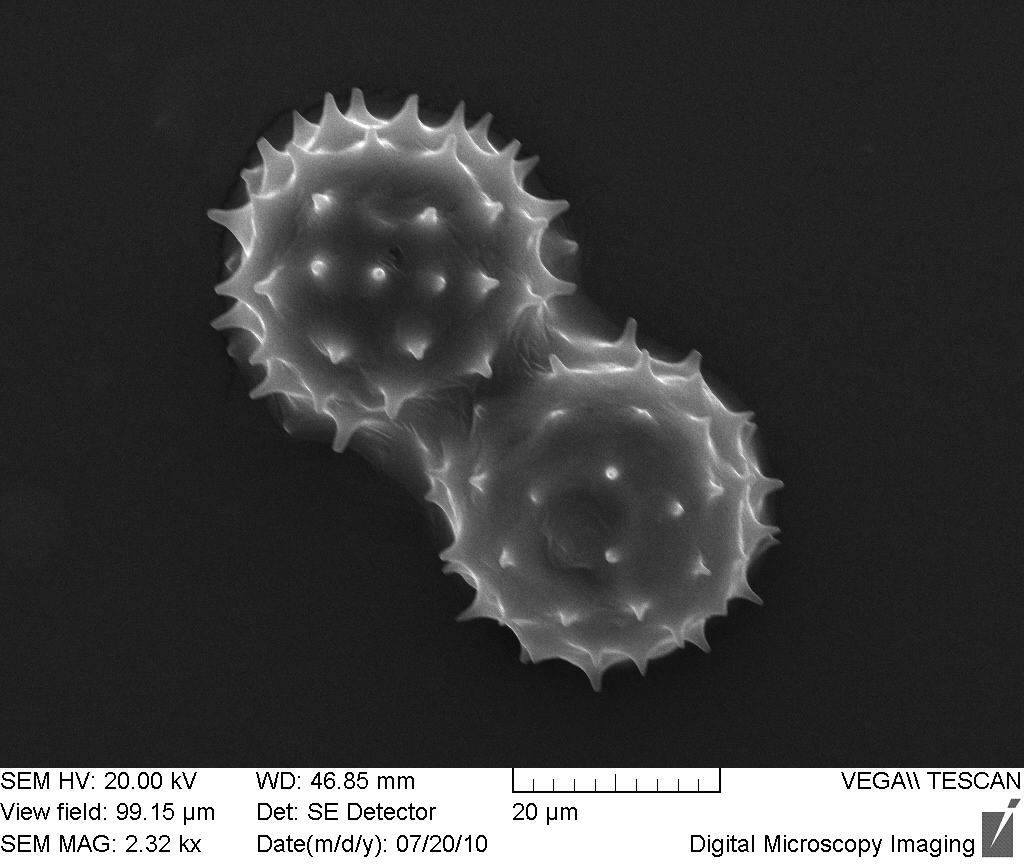
Pollen von Tithonia rotundifolia

Die Rundblättrige Tithonie (Tithonia rotundifolia) ist eine Pflanzenart aus der Familie der Korbblütler (Asteraceae).

## Merkmale
Die Rundblättrige Tithonie ist eine einjährige Pflanze, die Wuchshöhen bis 4 Meter erreicht (in Kultur nur 0,8 bis 1,5 Meter). Die Blätter sind breit herzförmig. Die unteren sind in der Regel dreilappig. Der Blattstiel hat eine Länge bis 40 Zentimeter. Die Oberseite der Blätter ist grau, die Unterseite behaart. Die Blütenköpfe haben einen Durchmesser von 5 bis 8 (selten bis 10) Zentimeter. Die Strahlenblüten sind zinnoberrot und breit eiförmig. Die Scheibenblüten sind goldgelb. Es sind 12 bis 16 Hüllblätter vorhanden, wobei die äußeren spitz sind.
Die Blütezeit reicht von Juli bis Oktober.
Die Chromosomenzahl beträgt 2n = 34.

## Vorkommen
Die Rundblättrige Tithonie kommt in Mexiko und Mittelamerika auf Schlagfluren, in Gehölzen und ruderal in Höhenlagen unterhalb von 1000 Meter vor.

## Nutzung
Die Rundblättrige Tithonie wird zerstreut als Zierpflanze für Rabatten und Sommerblumenbeete sowie als Schnittblume genutzt. Sie ist seit 1733 in Kultur.